# Litokwa Tomeing
Litokwa Tomeing (Atol Wotje, 14 de outubro de 1939 — Springdale, 12 de outubro de 2020) foi o presidente das Ilhas Marshall de janeiro de 2008 a outubro de 2009.

## Presidência das Ilhas Marshall
Após a eleição parlamentar, ele foi candidato nas eleições presidenciais de janeiro de 2008 pela coalizão UPP / AKA. Ele foi eleito presidente em 7 de janeiro de 2008 pelo Nitijela, recebendo 18 votos contra 15 para o Kessai Note. Ele foi empossado, junto com um gabinete composto por dez ministros, em 14 de janeiro por Carl Ingram, o presidente da Suprema Corte.
Acreditava-se que sua eleição seria o prenúncio de uma mudança na política pró-Taiwan das Ilhas Marshall, possivelmente marcando o fim das relações diplomáticas entre as Ilhas Marshall e Taiwan.  No entanto, no cargo, Tomeing expressou apoio contínuo aos laços com Taiwan e se reuniu com a vice-presidente de Taiwan, Annette Lu, quando ela visitou as Ilhas Marshall em 29 de janeiro de 2008.
O presidente Tomeing inaugurou um consulado em Springdale, Arkansas, em 28 de setembro de 2009.  As Ilhas Marshall atualmente têm embaixadas em Washington DC e Nova York. No entanto, sua inauguração marcou o primeiro consulado no território continental dos Estados Unidos. A comunidade marshallesa que vive na área de Springdale, que originalmente veio trabalhar para fábricas de processamento de alimentos na década de 1970,  é a maior população fora das Ilhas Marshall.  O próprio neto de Tomeing se formou na Springdale High School em 2008.
Tomeing foi destituído do cargo pelo primeiro voto de censura com êxito nas Ilhas Marshall, em 21 de outubro de 2009. Tomeing tinha sobrevivido a dois votos de censura anteriores. A legislatura, que votou 17-15 a favor da moção, elegeu um novo presidente em 23 de outubro, Jurelang Zedkaia. O orador, Jurelang Zedkaia, nomeou Ruben Zackhras como o presidente interino entretanto. Zackhras serviu anteriormente como Ministro da Assistência de Tomeing.
Morreu em 12 de outubro de 2020, aos 80 anos.